# Mohini Bhasmasur
Mohini Bhasmasur es una película mitológica india de 1913 dirigida por Dadasaheb Phalke y protagonizada por Kamlabai Gokhale y Durgabai Kamat. Es el segundo largometraje de la India y de Phalke. Mohini Bhasmasur es la primera película india en tener una actriz. En Raja Harischandra, la primera película de India y Phalke, el papel de la mujer fue interpretado por Anna Salunke, un hombre.

## Trama
La trama de la película gira en torno al tema de la historia mitológica hindú de Mohini y Bhasmasur(a) ("ash-demon"), un asura (demonio). El dios Shiva concede a Bhasmasura el poder de convertir a cualquiera en cenizas al tocar su cabeza. El demonio decide probar el poder sobre el propio Shiva. Shiva corre aterrorizado. El dios Vishnu, testigo del desafortunado giro de los acontecimientos, se transforma en la seductora Mohini y encanta a Bhasmasura. Bhasmasura le pide que se case con él. Mohini está de acuerdo, pero solo bajo la condición de que Bhasmasura siga su movimiento para moverse en un baile. En el transcurso de la danza, ella pone su mano sobre su cabeza. Bhasmasura imita la acción y, a su vez, se reduce a cenizas.
La película tenía 32.554 pies (9.922 m) de longitud.

## Reparto

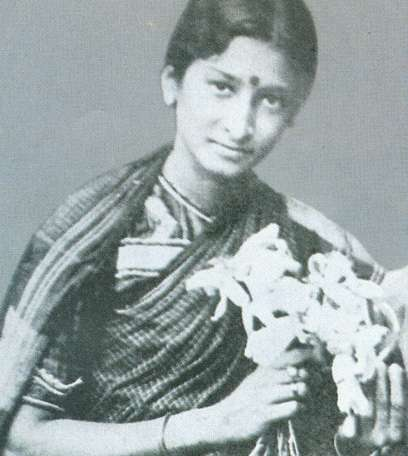
Kamlabai Gokhale que interpretó el papel principal como Mohini en la película Mohini Bhasmasur

Mohini Bhasmasur fue la primera película india en interpretar el papel de una mujer. Kamlabai Gokhale (1900–1998), entonces llamada como Kamla Kamat, una actriz de teatro marati, interpretó a la heroína Mohini y su madre, Durgabai Kamat, jugó el papel de Parvati. Kamala tenía solo 13 años en ese momento. Sin embargo, en una época en la que las mujeres en las artes escénicas eran comparadas con las prostitutas, esto no estableció una tendencia y los actores varones siguieron interpretando papeles femeninos en el cine durante años.

## Producción
Mohini Bhasmasur fue el segundo largometraje sobre un tema mitológico hindú en blanco y negro de la era del cine mudo producido y dirigido por Dhundiraj Govind Phalke (1870–1944), popularmente conocido como Dadasaheb Phalke. Era un productor-director-guionista, diseñador de vestuario, editor, procesador, impresor, desarrollador, proyeccionista y distribuidor indio todo en uno, conocido como el padre del cine indio, y su primera película fue Raja Harishchandra, que se estrenó el 3 de mayo de 1913. Poco después, Mohini Bhasmasur se proyectó por primera vez en noviembre de 1913. Un cortometraje cómico de un minuto, Pithache Panje (Dough Claws), fue lanzado como "atracción secundaria" junto con la película.
Phalke produjo cuatro películas consecutivas bajo el nombre de "Production Company", entre ellas Mohini Bhasmasur, Savitri Satyavan (1914), Satyavadi Raja Harishchandra (1917) y Lanka Dahan (1917). Su esposa Saraswati Phalke era la mujer que estaba detrás de la escena y que era la gestora y asistente técnica de su marido en el cine. Phalke se inspiró para hacer películas después de ver la película "Life of Christ" en 1910. Esto lo llevó a Londres para formarse en filmografía con Cecil Hepworth de Walton Studios, en 1912. Había comprado la cámara que Williamson hizo para su producción cinematográfica, que utilizó para sus primeros cinco Phalke Films. Al crear los temas mitológicos para sus películas, Phalke fue influenciado por Raja Ravi Varma, el famoso pintor de temas mitológicos. También introdujo el formato de pantalla para la película y ensayó a sus actores antes de grabar las escenas. Partiendo del estilo "declamatorio" del drama sánscrito (donde predominaban los temas mitológicos), Phalke utilizó nataka (teatro popular) dividiendo el guion en actos. La mayor parte de Mohini Bhasmasur fue filmada en el campo abierto. La escena en que Bhasmasur mantiene su mano sobre su cabeza y se reduce a cenizas, Phalke filmó con el actor y luego retractó la película y filmó alguna película estropeada siendo quemada en la posición del actor, dando el efecto de Bhasmasur ardiendo.
Las tres primeras películas de Phalke se crearon en ocho meses juntos sin un estudio cinematográfico, con máquinas manuales y utilizando un equipo que no tenía experiencia cinematográfica previa. Las tres películas tuvieron un gran éxito y Phalke pudo saldar sus deudas, que había adquirido para hacer las películas. Fueron mostrados por Phalke en Londres, en 1914.

## Primer número de baile
Kamala que era una actriz de teatro realizó el primer número de baile en el papel de una heroína en el cine indio. En el tema de danza, interpretó el papel de Mohini seduciendo a Bhasmasura, el demonio o asura, con su baile seductor para provocar su muerte. Phalke fue el coreógrafo del tema de danza y se había inspirado en las esculturas de los templos hindúes, murales budistas en las cuevas de Ajantā, devadasi (templo-bailarina) tradición y la danza (ver Lavani) de la forma popular Tamasha.